# Menhir von Geusa
Der Menhir von Geusa (auch Puppenstein, Püppchenstein oder Totenstein genannt) war ein vorgeschichtlicher Menhir bei Geusa, einem Ortsteil von Merseburg im Saalekreis in Sachsen-Anhalt. 2013 wurde er von Unbekannten von seinem Standort entfernt.

## Lage und Beschreibung
Der Stein befand sich etwa 300 m hinter dem südlichen Ortsausgang von Geusa, direkt an der Straße nach Beuna. In geschichtlicher Zeit diente er wohl als Grenzstein zwischen den Diözesen Halberstadt und Magdeburg oder der Burgwartbezirke Merseburg und Mücheln.
Der Menhir bestand aus Quarzit. Seine Höhe betrug 80 cm, die Breite 110 cm und die Tiefe 60 cm. Er war blockförmig und annähernd fünfeckig. Spuren eines ehemals angebrachten Schildes waren noch erkennbar.
Im Jahr 2013 ist der Menhir von Unbekannten entfernt worden. Daraufhin wurde am gegenüberliegenden Wegrand ein Hinweisstein abgelegt. 2014 wurde dann am Originalplatz ein 4 t schwerer Ersatzstein eingeweiht.
Funde aus der Umgebung des Steins stammen aus dem Neolithikum (darunter durchlochte Steinäxte) und aus dem Mittelalter.

## Der Menhir in regionalen Sagen
Um den Stein ranken sich mehrere Sagen: Der Name „Totenstein“ könnte darauf zurückgehen, dass Leichenträger Särge, die sie von Geusa nach Beuna transportierten, auf dem Stein absetzten, um sich auszuruhen. Nach einer zweiten Sage soll der Totenstein das Grab eines französischen Offiziers markieren. Dieser hatte die Tochter eines Bauern bedrängt und war von ihr in Notwehr mit einem Tiegel erschlagen worden. Nachts begruben sie und ihr Vater den Franzosen heimlich und wälzten den Stein auf sein Grab. Der Name „Puppenstein“ geht auf den Glauben zurück, dass Sonntagskinder hier zur Geisterstunde Puppen tanzen sehen könnten. Andere Menschen, die dies sehen wollen, werden hingegen zur Geisterstunde hier festgebannt. Weiterhin sollen nächtliche Wanderer am Stein irre gehen, ihn ständig umkreisen und erst am Morgen den richtigen Weg wieder finden. Eine weitere Sage erzählt, dass die Bewohner von Geusa den Stein vom Eselsberg geholt hatten, um ihn in den Ort zu bringen. Auf halber Strecke fiel er aber vom Wagen und konnte nicht mehr aufgeladen werden.